# Ауксин
Ауксини су група биљних хормона (фитохормони), који имају улогу у основним координативним сигналима током развића биљке. Често делују у комбинацији са осталим хормонима, било синергистички или антагонистички. Најважнији представник ауксина је индол-3-сирћетна киселина (IAA).
- Индол-сирћетна киселина
- Индол-бутерна киселина

## Откриће
Доказивању постојања и изоловању хормона растења претходила су одређена мишљења и сазнања: 
- Чарлс Дарвин је први приметио појаву фотопериодизма;
- године 1880. јавља се теорија да су раст корена и развиће цвета под утицајем физиолошки активних једињења која се стварају у биљци;
- дански физиолог који се бавио проучавањем растења биљака Петер Бојсен-Јенсен је пратио исту појаву и утврдио да је раст интензивнији на страни која је у сенци, где се налази материја која доводи до савијања;
- године 1934. Когел је изоловао једну врсту ауксина из урина човека, а после тога је доказан и изолован из биљака.

### Дарвинов рад
Чарлс Дарвин је посматрао савијање врха траве у односу на светлост (фотопериодизам) и претпоставио да се у њему налази нека материја која је одговорна за примање светлосног надражаја и савијање влати. Посматрања је вршио на трави врсте Phalaris canariensis и описе ефеката светлости на њихове колеоптиле објавио 1880. г. у књизи "Утицај савијања код биљака (The Power of Movement in Plants)".

### Вентов експеримент
Холандски научник Вент је 1928. г. први изоловао ауксине из колеоптила овса и објаснио њихово дејство на издуживање ћелија. 
Поступак Вентовог експеримента: 
1. У експерименту се користе колеоптили овса (шупљи, цилиндрични органи који трају кратко, али јако брзо расту врхом (апикално растење)).
2. Врх колеоптила се одсеца и преноси на хранљиву подлогу (агар).
3. Сачека се одређено време потребно да ауксин дифундује из одсеченог врха у агар, а затим се отклања колеоптил и коцкица агара прислања са једне стране колеоптила.
4. Ћелије на страни колеоптила уз коју је прислоњена коцкица агара се знатно више издужују него оне на супротној страни, услед чега се колеоптил савија.

Експеримент је доказао да се хормон раста, ауксин, ствара у врху колеоптила одакле се креће ка бази и да утиче на издуживање ћелија; зона издуживања налази се удаљена 2-3mm од меристемске зоне.

## Хемијски састав
Ауксини су нађени код монокотила и дикотила у младим ткивима, на апикалним меристемима корена и стабла, листовима и др. Према хемијској структури ауксини су претежно индолне природе -сирћетна киселина и друга једињења сличне хемијске структуре, односно њени производи, која имају исто дејство на издуживање ћелија, па припадају природним ауксинима који се могу открити у биљкама. 
Представници природних ауксина, сви садрже индол: 
- индол-3-сирћетна киселина- најважнији и најраширенији тип природних ауксина,
- индолилацеталдехид,
- андолилацтонитрил,
- индолилпирогрожђана киселина,
- атилиндолацетат,
- индолилацетамид.

Данас се поред природних ауксина који синтетишу саме биљке, користе и синтетички ауксини (нафтилсирћетна, индолбутерна, индолпропионска, фенилсирћетна, флуоренсирћетна киселина) помоћу којих је могуће утицати на ток физиолошких процеса у биљци, што је нашло практичну примену у хортикултури. Синтетичке ауксине биљка својим ензимом, тзв. ауксинооксидазом, која иначе разлаже природне ауксине, не може их разградити или их врло тешко разграђује, па примена таквих хормона има дуготрајно деловање.

## Деловање
Делују на сличан начин као и други хормони. На примеру убрзавања раста и издуживања ћелија то се може представити кроз следеће етапе: 
1. На месту деловања везује се за рецепторни протеин на површини ћелије.
2. везивањем за рецептор хормон постаје активан.
3. Ћелија под дејством хормона реагује на одређене начине:

- у ћелијској мембрани се активира протонска пумпа чиме јони водоника пролазе кроз мембрану и улазе у ћелијски зид који се услед тога растеже;
- материје потребне за раст ћелијског зида синтетишу се у Голџијевом комплексу;
- долази до транскрипције гена чији су производи протеини, неопходни за раст ћелије..[4]

### Физиолошко деловање
Осим што омогућавају раст и издуживање ћелија, а тиме и биљке, ови хормони остварују и многа друга дејства, од којих се издвајају најважнија: 
- подстицање цветања,
- стимулисање образовања плодова без семена, тзв. партенокарпија,
- поспешивање раста адвентивних коренова, тзв. ризогенеза, а инхибиција раста главног корена; практична примена тога је што на резницама (вегетативно размножавање) стимулирају образовање коренова,
- задржавање опадања листова и плодника,
- апикална доминантност,
- фототропизам, који се огледа у томе да страна биљке окренута од извора светлости расте више због нагомиланог ауксина на тој страни,
- геотропизам.

Ефекат зависи од концентрације хормона, а осим тога и до других фактора, као што је температура.